# Flávio Prado
 (février 2024).
Pour les articles homonymes, voir Prado.
Flávio Corrêa do Prado Sobrinho, mieux connu comme Flávio Prado (né le 11 février 1954 à São Paulo), est un journaliste, professeur et avocat brésilien.
Il a couvert dix Coupes du Monde et événements journalistiques dans plus de 60 pays.

## Carrière
Ses débuts ont eu lieu sur Rádio ABC, à Santo André. Il a ensuite travaillé sur plusieurs autres véhicules. Il était de A Gazeta Esportiva, Rádio Gazeta, TV Gazeta, Rádio Record, où il a formé une équipe sportive spéciale, avec à ses côtés Silvio Luiz et Pedro Luiz Paoliello. À cette époque, Flávio Prado et Silvio Luiz se présentaient à deux reprises à la présidence de la Fédération de football de São Paulo. Mais ils l'ont fait en plaisantant, à tel point que la première fois ils se sont rendus au quartier général en charrette et la deuxième fois en ambulance. Ils disaient qu’ils étaient là pour sauver le football brésilien. Chez Rede Record, il a également travaillé au sein de l'équipe sportive.
Aux Rede Bandeirantes, Flávio Prado est devenu un commentateur international.
Par la suite, il s'est imposé sur TV Cultura, où il a présenté la Carte Verte pour 13 ans, décernée par l'APCA dans la catégorie télévision.
Il est ensuite allé à Gazeta Esportiva et TV Gazeta.
À la radio, en 1990, il est embauché par Jovem Pan, d'abord comme reporter, puis comme présentateur et commentateur. À Pan, il a également présenté le programme No Mundo da Bola, pour lequel il a reçu à deux reprises le prix APCA dans la catégorie radio. Il est resté responsable du programme jusqu'en 2021.
D'août 2003 à février 2023, après que Roberto Avallone ait quitté TV Gazeta, il a présenté la traditionnelle Mesa Redonda le dimanche et a participé au programme Gazeta Esportiva pendant la semaine. Il est le créateur du Troféu Mesa Redonda, une récompense majeure du football brésilien, organisée par TV Gazeta depuis 2004.
En février 2023, Flávio Prado a annoncé son départ de TV Gazeta via les réseaux sociaux, après que son contrat avec la chaîne n'ait pas été renouvelé. Malgré cela, Prado n'a pas été complètement séparé de la Fondation Cásper Líbero, qui entretient la chaîne. Il continue comme professeur du cours postuniversitaire de journalisme sportif à la Faculdade Cásper Líbero de São Paulo.

## Vie privée
Flávio Prado est marié à Isabel Vaz Marlone do Prado, avec qui il a deux enfants : Rita Graziella Vaz Marlone do Prado, chanteuse pop et rock et Bruno Prado, journaliste sportif.
C'est un fan de Ponte Preta.